# Nemipterus isacanthus
Nemipterus isacanthus är en fiskart som först beskrevs av Bleeker, 1873.  Nemipterus isacanthus ingår i släktet Nemipterus och familjen Nemipteridae. Inga underarter finns listade i Catalogue of Life.